# Hydraena eucnemis
Hydraena eucnemis är en skalbaggsart som beskrevs av Emile Janssens 1970. Hydraena eucnemis ingår i släktet Hydraena och familjen vattenbrynsbaggar. Inga underarter finns listade i Catalogue of Life.